# Hamburg Aviation
Hamburg Aviation ist der Markenname des „Luftfahrtcluster Metropolregion Hamburg e.V.“, einem Verein aus Unternehmen, Forschungs- und Bildungseinrichtungen sowie der Stadt Hamburg, der die Entwicklung der Luftfahrtindustrie in der Metropolregion Hamburg fördert. Mit mehr als 40.000 Beschäftigten im Jahr 2012 handelt es sich um einen der größten Standorte der zivilen Luftfahrtindustrie weltweit.

## Der Luftfahrtstandort Metropolregion Hamburg
In der Metropolregion Hamburg ansässig sind unter anderem der Flugzeugproduzent Airbus und Lufthansa Technik, der Weltmarktführer im Bereich Wartung, Reparatur und Überholung von zivilen Flugzeugen. Der bereits 1912 als Luftschiffhafen eröffnete Flughafen Hamburg gilt als einer der dienstältesten Flughafen der Welt, der noch an seinem ursprünglichen Standort betrieben wird. Hinzu kommen über 300 spezialisierte Zulieferer, darunter auch Dependancen der Diehl Aerosystems GmbH. Viele der zahlreichen kleinen und mittelständischen Unternehmen werden durch die Unternehmensverbände Hanse Aerospace e.V. und HECAS vertreten.
Vier der Hamburger Hochschulen bieten ein Studienprogramm mit starkem Luftfahrtbezug an:
- die Hochschule für Angewandte Wissenschaften Hamburg (HAW Hamburg)
- die Helmut-Schmidt-Universität / Universität der Bundeswehr Hamburg
- die Technische Universität Hamburg (TUHH)
- und die Universität Hamburg

Ebenfalls in Hamburg ansässig sind die DLR  Deutsches Zentrum für Luft- und Raumfahrt Institute für Luft- und Raumfahrtmedizin und für Lufttransportsysteme.

### Der Kabinenschwerpunkt: Crystal Cabin Award und Aircraft Interiors Expo
Ein besonderer Schwerpunkt vieler Luftfahrtunternehmen in der Metropolregion Hamburg ist die Innenausstattung von Flugzeugen bzw. das Design von Flugzeugkabinen: Airbus entwickelt und baut hier die Kabinen der A380 und die Lufthansa Technik AG gestaltet In-flight Entertainment Systeme sowie Luxus-Ausstattungen für Privatflugzeuge. Zahlreiche kleine und mittlere Unternehmen sind zudem auf Kabinendesign, -ausstattung, -technologie oder In-flight Entertainment & Communications (IFE&C) spezialisiert.
Deutlich wird der Schwerpunkt des Luftfahrtstandorts an der seit 2002 jährlich in Hamburg stattfindenden internationalen Fachmesse Aircraft Interiors Expo. Im Rahmen dieser Messe wird seit 2007 der Crystal Cabin Award für außergewöhnliche Produktinnovationen im Bereich Flugzeuginnenausstattung verliehen. Der Preis wird von der Freien und Hansestadt Hamburg gestiftet.

## Das Luftfahrtcluster Hamburg Aviation
Eine solche Anhäufung von Unternehmen entlang einer Wertschöpfungskette und Verwebung mit Forschungs- und Ausbildungseinrichtungen, wie sie in der Metropolregion Hamburg vorliegt, wird in den Wirtschaftswissenschaften als Cluster bezeichnet. Ein Cluster ist dabei durch eine Triple-Helix-Struktur definiert: dem Zusammenspiel von Wirtschaft, Forschung und Lehre sowie öffentlicher Hand.
Um die Entwicklung des Clusters der Hamburger Luftfahrtindustrie zu befördern, hat sich 2001 aus Unternehmen, Hochschulen und Behörden die „Luftfahrtinitiative Hamburg“ formiert. Im Jahr 2011 wurde daraus mit 15 Gründungsmitgliedern der Verein „Luftfahrtcluster Metropolregion Hamburg e. V.“ Hamburg Aviation ist der Markenname des Vereins. Sein Zweck ist die gemeinsame Koordination von Initiativen zur Unterstützung der Luftfahrtindustrie in der Region. Beispiele seiner Arbeit sind die Initiierung von Kooperationen in der Forschung, die Betreuung von EU-Forschungsprojekten, aber auch regelmäßige Branchentreffen wie das Hamburg Aviation Forum und die Organisation von Veranstaltungen zur Nachwuchssicherung.

### Gewinn des Spitzencluster-Wettbewerbs
2008 wurde die damalige Luftfahrtinitiative Hamburg im Spitzencluster-Wettbewerb des Bundesministeriums für Bildung und Forschung (BMBF) als Spitzencluster ausgezeichnet. Der Standort wurde daraufhin mit einem Volumen von insgesamt 40 Millionen Euro gefördert. Mit dem Geld wurden zusammen mit Unternehmen zahlreiche Forschungs- und Entwicklungsprojekte teilfinanziert. Die Gesamtinvestition in Forschung und Entwicklung in Folge des Gewinns beläuft sich über 80 Millionen Euro.

### Verbundprojekte am Standort: ZAL und HCAT
Als von Hamburg Aviation angestoßenes Verbundprojekt der Universitäten, Luftfahrtunternehmen, Verbände, Forschungseinrichtungen und der Freien und Hansestadt Hamburg wurde 2009 das Zentrum für Angewandte Luftfahrtforschung (ZAL) gegründet. Der Qualifizierung von Fachkräften und der Nachwuchsförderung dient unter anderem die Lernortkooperation Hamburg Centre of Aviation Training (HCAT).

### Initiativen zur Nachwuchsförderung
Die Sicherung qualifizierter Nachwuchskräfte ist ein wesentlicher Schwerpunkt der Arbeit von Hamburg Aviation. Diesem Ziel dienen zahlreiche Projekte, die von Wirtschaft, Stadt und Universitäten gemeinsam getragen werden. Beispiele sind unter anderem der Faszination Technik Klub, der Kindern und Jugendlichen Vorlesungen und Veranstaltungen zum Thema Luftfahrt anbietet, und die DLR School Lab Schülerlabore in der Technischen Universität Hamburg, in denen Schüler technische und naturwissenschaftliche Experimente durchführen können.

### Internationale Kooperationen
Ein weiteres Arbeitsfeld des Vereins ist die Förderung der internationalen Zusammenarbeit zwischen den Luftfahrtstandorten. Hierfür rief Hamburg Aviation im Mai 2009 die European Aerospace Cluster Partnership (EACP) ins Leben. Ziel der Organisation ist der Wissensaustausch und die Initiierung länderübergreifender Kooperationsprojekte. Eines von ihnen ist das Projekt CARE: Clean Aerospace Regions, das von der Europäischen Kommission gefördert wird. In seinem Rahmen arbeiten 10 Partner zusammen, wovon 8 Mitglieder der EACP sind, um die Forschung in ökoeffiziente Technologien und Verfahren für das Lufttransportsystem zu fördern.

## Gründungsmitglieder von Hamburg Aviation
Die ursprünglichen Gründungsmitglieder, aus denen die heutige Organisation Hamburg Aviation hervorgegangen ist, sind:

### Verbände
- Hanse-Aerospace e.V.
- HECAS – Hanseatic Engineering & Consulting Association
- Bundesverband der Deutschen Luft- und Raumfahrtindustrie (BDLI)

### Forschungseinrichtungen
- Deutsches Zentrum für Luft- und Raumfahrt e.V. (DLR)
- Hamburg Centre of Aviation Training - Lab (HCAT+) e.V.
- ZAL Zentrum für Angewandte Luftfahrtforschung GmbH

### Hochschulen
- Hochschule für Angewandte Wissenschaften Hamburg (HAW Hamburg)
- Technische Universität Hamburg-Harburg (TUHH)
- Helmut-Schmidt-Universität (HSU)
- Universität Hamburg

### Öffentliche Partner
- HWF Hamburgische Gesellschaft für Wirtschaftsförderung mbH
- Behörde für Wirtschaft, Verkehr und Innovation (BWI)